# V kvadrate 45
V kvadrate 45 (В квадрате 45) è un film del 1955 diretto da Jurij Michajlovič Vyšinskij.